# 플란다스의 개 (영화)
《플란다스의 개》는 봉준호 감독의 2000년작 블랙 코미디·드라마 장르 영화이다. 감독의 장편 영화 데뷔작이다. 이성재, 배두나, 김호정, 변희봉, 김뢰하 등이 출연한다.
이 영화의 미국 내 개봉권은 2009년 여름 후반 매그놀리아 픽처스에 의해 인수되었다.

## 줄거리
주인공 윤주는 인텔리 대학원생이다. 교수 자리를 구하지 못해서 백수나 다를 바 없는 신세로, 직장생활하는 임신한 아내 은실에게 잡혀 사는 심란한 상황에 놓여 있다. 전화 통화에서 뇌물로 교수 자리를 얻은 동료 대학원생 '남궁민' 이야기를 하던 중 아파트에서 울리는 개 짖는 소리에 진저리가 난 윤주는 아파트 복도로 나가 눈에 띈 이웃집 시츄를 홧김에 납치해 버린다. 처음에는 옥상으로 올라가 밖으로 던져 버리려고 했지만 머뭇거리다 무말랭이 말리는 할머니와 마주치고 이번에는 지하실로 내려와서 낡은 장롱 안에 가두어 놓는다.
또 다른 주인공 현남은 윤주네 아파트 관리사무소에서 일하는 경리이다. 여상을 졸업하고 곧바로 취직했지만 일상에 권태로움을 느끼고 있다. 땡땡이 치고 동네 구멍가게를 운영하는 친구 장미와 노닥거리는 것이 일상이며, 정의로운 행동을 해서 TV에 나오는 것을 꿈꾸고 있다. 어느 무료한 오후, 사무소로 아파트에 사는 여자아이가 현남을 찾아와서 애완견 '삔돌이'를 찾는다는 전단을 들고 도장을 찍어 달라고 한다. 현남은 삔돌이는 자기가 찾을 테니 아이에게는 학교에 가라고 한다.
한편, 대학원 모임에 나간 윤주는 선배로부터 '남궁민'이 학장에게 뇌물을 주어 교수 자리를 얻어낸 직후 술에 취해 전철에 치어 죽었다는 이야기를 듣는다. 선배는 남궁민이 죽어 자리가 비었으니, 뇌물 1,500만 원을 준비해서 교수가 되라고 제안한다. 솔깃하지만 당장 큰돈을 마련할 곳이 없어 고민하던 차에, 다시 개 짖는 소리가 들려 돌아보니 그 원인이 일전의 무말랭이 할머니네 집 치와와였단 것을 알게 된다. 자신이 지하실에 가뒀던 개 '삔돌이'는 알고 보니 수술을 해서 짖지 못하는 개였던 것이다. 윤주는 지하실로 내려가 개를 찾는데, 이미 죽어서 아파트 경비원 변씨가 몰래 끓이는 보신탕의 재료가 되고 있었다. 변씨는 우연히 냄새를 맡고 찾아온 관리소 주임과 마주치자 시선을 돌리기 위해 '보일러 김씨' 괴담을 이야기해준다. 전라도 출신 보일러 수리장인 김씨가 아파트 보일러를 고치러 와서 부실공사를 지적하자, 시공업자들이 김씨를 죽이곤 공구리를 쳐서 묻어 버렸다는 이야기였다. 경비원과 주임이 보신탕 냄비를 들고 나가고, 윤주는 슬금슬금 나가려다가 구석의 옷더미에서 일어선 수수께끼의 사내와 마주치고 달아나다가 머리를 부딪혀 정신을 잃는다.
다음날 윤주는 빨간 티셔츠와 모자를 쓰고 분리수거를 하다가 무말랭이 할머니의 개 '아가'와 마주친다. 배를 사와서 일부러 흘려 할머니의 주의를 끈 다음 개를 납치한 뒤, 이번에는 정말로 옥상에 올라가 개를 던져 버린다. 그런데 이를 다른 동 옥상에서 우연히 현남이 목격하고, 얼른 윤주가 있는 동으로 달려가 윤주를 뒤쫓는다. 추격전이 벌어지고 현남은 윤주를 거의 잡을 뻔하지만 갑자기 열린 현관문에 부딪혀 그만 놓치고 만다. 사무소에 돌아와 보니 이번에는 할머니가 나타나 개를 찾는 전단을 들이민다. 현남은 개의 시체를 찾아서 조심스럽게 할머니에게 보여주고, 할머니는 충격을 못 이겨 쓰러진다. 할머니를 병원에 입원시키고 현남은 경비원 변씨에게 개를 묻어달라고 부탁한다. 물론 변씨는 묻는 척하면서 나중에 지하실에서 탕을 끓이지만, 잠시 소금을 가지러 간 사이 지하실 사내가 보신탕을 다 먹어 버린다.
윤주는 1,500만 원을 마련하려고 지인들에게 전화를 돌리다가 아내 은실이 푸들을 사온 것을 발견한다. 윤주는 돈이 궁한 차에 개를 사왔나며 불평하지만 은실은 묵살하고 개에게 '순자'라고 이름 붙이면서, 자기가 출근하면 순자를 돌보라고 지시한다. 이후 윤주는 순자를 산책시키는데, 방역 가스 속에서 순자를 도둑맞는다. 집으로 돌아와 은실에게 순자를 잃어버렸다고 밝히면서 말다툼을 하는데, 윤주는 돈이 궁한 차에 개를 사왔다고 비난하지만 사실 개는 은실의 퇴직금으로 사온 것이며 개를 사고 남은 돈은 윤주의 교수 임용 자금으로 활용할 생각이었다고 고백한다. 윤주는 이후 관리사무소로 가서 현남에게 개를 찾는 전단을 내밀고 현남과 함께 순자를 찾게 된다.
한편 입원한 할머니는 병원에서 사망하고, 자신을 도와준 현남에게 옥상에 말려 둔 무말랭이를 가져가라고 유언을 남긴다. 현남이 옥상에 올라가 보니, 그곳에서는 지하실 사내가 순자를 묶어 두고 보신탕을 끓이고 있었다. 현남은 정의감을 끌어 올려 순자를 데리고 달아나고, 지하실 사내에게 거의 잡힐 뻔하지만 친구 장미의 도움으로 사내를 때려눕힌다. 순자는 윤주네로 되돌아가고, 사내는 일련의 개 납치 사건의 범인으로 지목되어 검거된다. 이후 현남은 뉴스에 자신이 나올 것을 잔뜩 기대하면서 가족들과 시청하지만 자신의 활약은 거의 다루어지지 않아 실망한다. 그리고 지하실 사내는 오히려 감옥에 가면 삼시세끼 밥이라도 챙겨 준다며 좋아하고 있었다.
사건 이후 현남은 근무지 이탈과 불성실 문제로 해고된다. 그리고 윤주는 현금 1,500만 원이 든 케이크 상자를 들고 학장에게 가서 뇌물 로비를 하고 돌아온다. 그리고 그날 밤 술에 잔뜩 취해 아파트 단지에 쓰러져 있다가 현남에게 발견된다. 윤주는 현남에게 자신의 뛰는 뒷모습을 보여주며 자기가 누군지 알아보겠느냐고 소리치지만, 현남은 그저 구두가 한짝 벗겨졌다고만 지적한다. 시간이 흘러 윤주는 교수가 되어 학교에서 강의를 하는 한편, 현남은 친구 장미와 함께 산에 가서 새로운 삶을 시작한다.

## 출연진
- 이성재: 고윤주 역
- 배두나: 박현남 역
- 김호정: 배은실 역
- 변희봉: 변경비 역
- 김뢰하: 부랑자 최모씨 역
- 고수희: 윤장미/뚱녀 역
- 김진구: 치와와 할머니 역
- 임상수: 준표선배 역
- 성정선: 앵발이 역
- 황채린: 슬기 역
- 어수경: 슬기 엄마
- 권혁풍: 관리소 주임 역
- 이영이:  관리소 고참 역
- 김용옥: 관리소 소장 역
- 오세금 : 할머니 친척 역
- 강성혜:  남궁면 역
- 이진원: 대학학장 역
- 정수진: 후배 대정 역
- 이향: 이웃집 장남 역
- 흰구름: 강아지 순자 역

## 영화의 특징
영화의 내용은 봉준호 감독이 초등학교 때 아파트 옥상에서 그을린 강아지 가죽을 본 경험에서 착안하였다. 감독은 '일상을 소재로 오락 영화를 만들고 싶었다, 일상 속에 숨겨진 비일상성, 슬픔 뒤에 숨겨진 기쁨, 우리 삶 속에 존재하는 이중성을 드러나도록 했으며, 도회적이지만 따뜻하고 몽환적인 정서가 묻어나도록 의도했다'라고 연출 의도를 설명했다.
플란다스의 개는 흥행에는 성공하지 못했으나, 봉준호 감독 특유의 영화 감각을 엿볼 수 있는 첫 번째 장편 영화라는 의미를 가지고 있다.
이 영화에서는 아파트 복도를 배경으로 한 현남과 윤주의 만화같이 과장된 추격장면처럼 우스꽝스러운 상황 뿐 아니라 수위(변희봉)가 지하실에서 미스테리적인 인물 보일러 김씨에 대해 장광설을 푸는 장면같이 넌센스적인 코미디 극요소를 갖추고 있으면서도, 현대 대한민국 사회에 대한 스산한 풍자도 담고 있다.
또한, 사건의 배경이 되는 중산층 아파트 단지의 스산한 모습과 아파트 지하실의 음침한 모습은 일상적이고 평범한 공간에서 이질적이고 비현실적인 분위기를 잡아내는 봉준호 감독의 장기를 여실히 보여준다. 봉준호 감독의 이런 특징은 이후 평화로운 농촌 풍경(《살인의 추억》)이나 서울시민들에게 익숙한 한강 (《괴물》)에서 마찬가지로 반복된다.